# Ingrid Wenzkat

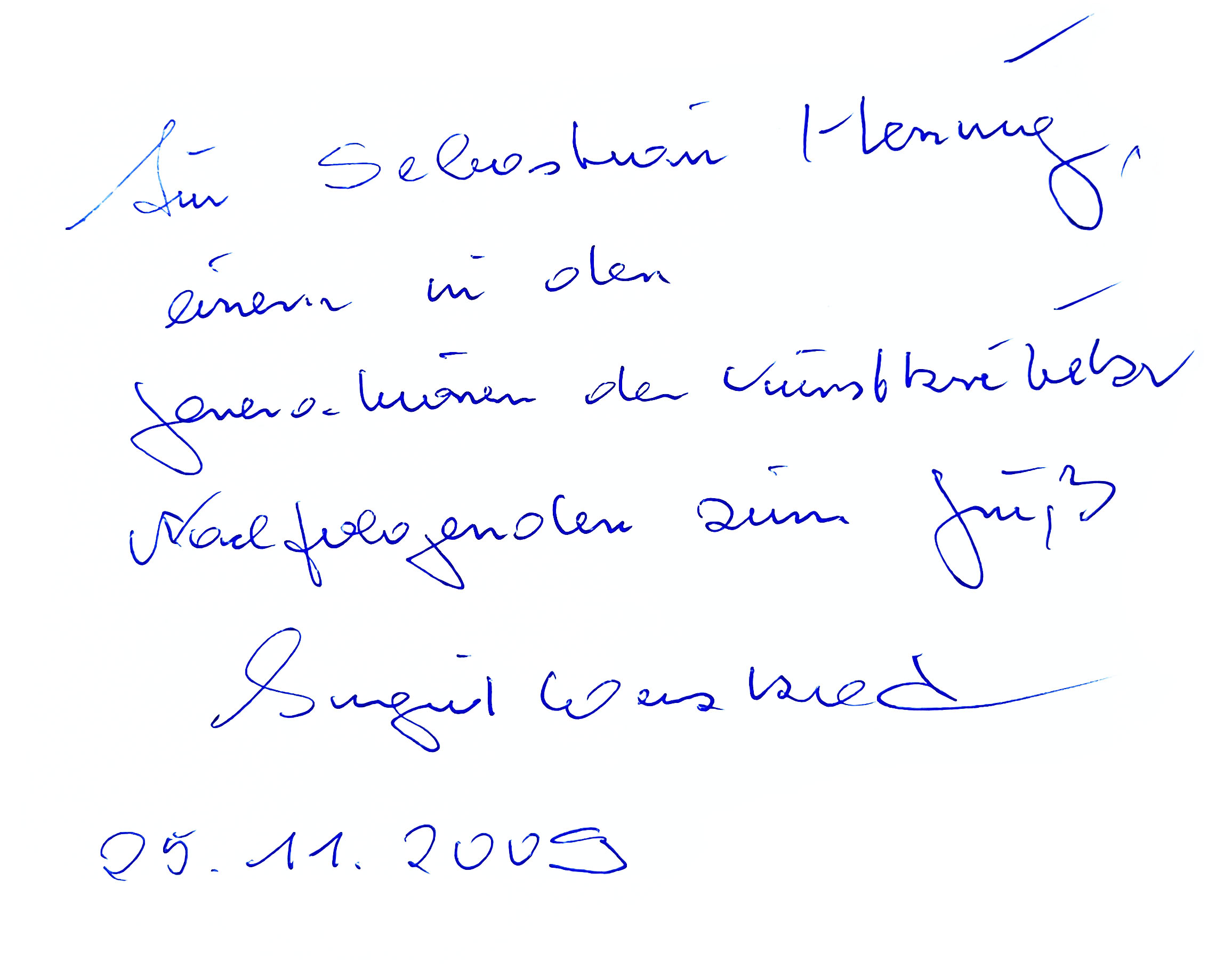
Handschriftliche Widmung von Ingrid Wenzkat an Sebastian Hennig, 2009

Ingrid Susanne Krauss-Wenzkat (* 24. November 1933 in Dresden als Ingrid Susanne Schuffenhauser; † 6. Dezember 2020 ebenda) war eine deutsche Lehrerin und Kunstkritikerin.

## Leben
Ingrid Wenzkat studierte Kunsterziehung und Kunstgeschichte an der Karl-Marx-Universität Leipzig. Da ihre akademischen Mentoren nach Westdeutschland übersiedelten, kam es nicht zur beabsichtigten Promotion. Nachdem sie sechs Jahre als Lehrerin an der Erweiterten Oberschule in Dresden-Reick gearbeitet hatte, begann sie ab 1961 für die Dresdner Tageszeitung der Blockpartei CDU Die Union zu schreiben, worin sie der Kunsthistoriker Fritz Löffler förderte und bestärkte. Gemeinsam mit diesem setzte sie sich Anfang der 1980er Jahre für den Erhalt des einzigen noch verbliebenen barocken Wohnhauses auf der Großen Meißner Gasse Nr. 15 ein.

Sie übernahm später das Ressort Kultur von Die Union. In dieser Eigenschaft war sie für Jahrzehnte eine wichtige Vermittlerin für Dresdner Kunst und Dresdner Künstler. Freundschaften verbanden sie unter anderem mit den Dresdner Künstlern Herta Günther, Gerda Lepke und Hubertus Giebe. Kunstwerke, die sich dieser Beziehung verdanken, übereignete sie der Städtischen Galerie Dresden. Ihr schriftlicher Nachlass wird in der Sächsischen Landesbibliothek aufbewahrt.
„Ihrem fachkundigen Urteil über das künstlerische Geschehen vertrauten die Leser auch deshalb, weil sie sich gegenüber dem ideologischen Druck behauptete und missliebige und oppositionelle Künstler, Autoren und Ereignisse nach künstlerischen Wert zu würdigen wusste. Sie war und ist eine Instanz im geistigen Dresden …“ (Werner Schmidt, 2008)
Wenzkat war Mitglied der CDU. Dem Kreisverband Blasewitz-Striesen gehörte sie bis zuletzt an.

## Trivia
Das Dresdner Milieu der Zeitung Die Union um Löffler und Wenzkat ist der Gegenstand eines Vorabdrucks aus einem neuen Roman von Uwe Tellkamp in der Zeitschrift Tumult.

## Schriften

### Bücher
- Adriaen Brouwer. Reihe Maler und Werk. Verlag der Kunst Dresden 1979.
- Herta Günther. Reihe Maler und Werk. Verlag der Kunst, Dresden 1983.
- Jean-Honore Fragonard. Reihe Maler und Werk. Verlag der Kunst, Dresden 1989.
- als Hrsg.: Dresden – Vision einer Stadt. Hellerau-Verlag Dresden, Dresden 1995.

### Katalogtexte
- Malerei mit der Nadel von Julie Hanusch. Kunstausstellung Kühl. Dresden 1968.
- Herta Günther, neue Bilder. Galerie Döbele. Ravensburg 1988.

### Zeitungsartikel und Zeitschriftenbeiträge (Auswahl)
- Ernst Lewinger, Bilder von Traum und Wirklichkeit. In: Die Union. 16. Oktober 1968.
- Zeichen von zwingender Kraft : Atelierbesuch bei dem Dresdner Bildhauer Friedrich Press. In: Neue Zeit. 23. Dezember 1978.
- Ein Sich-Finden im Wiederfinden. Ernst Hassebrauk zeichnet zurückgekehrte Kunstwerke. Ausstellung im Dresdner Albertinum. In: Die Union. 15. August 1988.
- 65 Jahre Galerie Kühl Dresden. In: Marginalien. Heft 71, 1990, S. 56–61.
- Der Dresdner Klub im Lingnerschloss. In: Dresdner Neueste Nachrichten. (105) 1993.

## Ausstellungen
- Ingrid Wenzkat. Eine Würdigung zum 90. Geburtstag. Städtische Galerie Dresden – Kunstsammlung[2]